# Náhradník
Náhradník (francouzsky La Course à l'échalote) je francouzský komediální film z roku 1975 v hlavní roli s Pierre Richardem. Film režíroval Claude Zidi.

## Děj
Divadlo Alcazar, kde vystupují i travestité, je koupeno společností, která provozuje po Paříži různá divadla. Kupec De Rovère však zatím nestanovil nového provozovatele společnosti a nechal vyhotovit bianco smlouvu, u které stačí vyplnit údaje nějaké osoby, která se posléze stane vlastníkem všech divadel patřících společnosti. De Rovère se rozhodne, že tuto smlouvu uloží do bezpečnostní schránky v bance 20th Century Bank na rohu ulice. V bance pracuje jako bankéř také Pierre Vidal (Pierre Richard). Vidal je sice pracovitým zaměstnancem, stále ho však v práci rozptyluje kadeřnice Janet, se kterou chodí déle jak dva roky a pracuje v kadeřnictví naproti přes ulici od banky. Zatímco Janet je již znuděná ze vztahu s Pierrem a chce se s ním rozejít, Pierre na ní lpí a se žárlivostí ji sleduje dalekohledem ze své pracovny.
Ředitel banky chce o víkendu odcestovat a tak ve čtvrtek jmenuje Pierra svým prozatímním zástupcem. Během první noci se dostává do několika nepříjemných situací, kdy je přichycen policií při zdánlivém páchání různých trestných činů, při jednom si například policie myslí, že se chce vloupat do své vlastní banky, při jiné příležitosti ho policie zatkne, když šplhá do balkónu Janet. Díky těmto situacím je pokaždé odvezen na policejní služebnu, kde upoutá pozornost inspektora Bruneta. Brunet si vzpomene, že před rokem byla tatáž banka vyloupena a byl vykraden obsah některých bezpečnostních skříněk. Zločinec nebyl dopaden, bylo ale jasné, že jím musel být někdo ze zaměstnanců banky. Brunet tedy začne Pierra sledovat.
V pátek banku navštíví jistá paní Fontaineová s tím, že si chce vyzvednout nějaké věci, ze svojí bezpečnostní přihrádky. Co však v tu chvíli nikdo netuší, včetně Pierra, který paní doprovází, že je to převlečený travestita z Alcazaru, který šel do banky ukrást bianco smlouvu z De Rovèreovi přihrádky. Ve chvíli, kdy omylem skřípne Pierre Fontaineové kabát do mříže, travestitu vysvlékne a zjistí nejen, že žena byla ve skutečnosti muž, ale že došlo k oné krádeži. Zloději se však podaří utéct. Pierre najde v kabátě jízdenku do vlaku podnikajícího okružní cestu do Brightonu. Během dne však přijde i De Rovère, který chce do své přihrádky, nakonec se Pierrovi povede donutit De Rovèra, aby přišel do přihrádky až v pondělí. Pierre se vydá na nádraží, v patách mu je Janet, která začne na Pierra žárlit a za ní ji následuje inspektor Brunet, který od Pierra dostal zmatečný a podivný telefonát. Na nádraží je všechny překvapí, že vlak přepravuje pouze cirkusáky na turné do Brightonu a dovnitř mohou pouze lidé s jízdenkou (místenkou). Před odjezdem Pierre přes okno vlaku zjistí, kde zlodějové ukryli kufr s bianco smlouvou. S jízdenkou se dostane do vlaku, kde ukradne kufr se smlouvou, ale začnou ho pronásledovat zlodějové. Během pronásledování Pierre nechtěně zahodí kufr do sloupu, který je jevištní dekorací připravenou na vystoupení v Brightonu. Nakonec Pierre utíkající před zloději se schová do člunu, kam se později schová i Janet, kterou pronásleduje Brunet. Brunet se spolucestujícím však člun spustí do vody, ze které oba vyloví rybářská loď.
Oba se dostanou stopem do Brightonu, kde se ubytují na hotelu. Janet Pierra sváže ke židli a zamkne na pokoji, poté se vydá do divadla. Pierre se přivázaný k židli dostane až na ulici, kde ovšem okolojdoucí místo aby ho odvázali, mu začnou házet peníze. Nakonec se Pierre dostane do divadla také. Jenže zločinci unesou jak Pierra, tak Janet na ostrov, kde je uvězní v opuštěném domě. Tam se také od Pierra dozví, kde je kufr schován. Dům zapálí, oba se však zachrání ve vaně napuštěné vodou. Později se opět dostávají do Brightonu, kde se plíží v zákulisí divadla. Oba začnou sloupy nadzvedávat, tím ovšem naruší představení a shodí vystupující ženu z jednoho z nich. Když si pak Pierre všimne, že na představení vystupuje muž, který seká kmen stromu, vezme sekeru a začne spolu s ním sekat jeden ze sloupu, jenže tím, že zvuky sekání nejsou synchronní, nejdříve rozesměje publikum a následně naštve vystupujícího muže, který scénu nakonec opustí. Následně se Pierre omylem dostane také na scénu, kde za jásotu a potlesku obecenstva začne rozsekávat jeden sloup za druhým. Herci z Alcazaru se snaží tomu bránit nejrůznějšími způsoby, obecenstvo si však myslí, že všechny tyto pokusy jsou zamýšlená součást vystoupení. Nakonec Pierre spolu s Janet kufr naleznou a utečou pryč, mezitím však do divadla dorazí i Brunet, který v zákulisí nalezne ředitele banky spolu se svým milencem - Travestitou z Alcazaru - a zjišťuje, že ředitel stojí i za krádeží z minulého roku.
Když v pondělí Pierre dorazí do banky, je generálním ředitelem propuštěn za to, že jeho snaha krádeži zabránit poškodí pověst banky mnohem více, než samotná loupež. Na místě však Pierre bianco smlouvu vyplní a podepíše, čímž se stane vlastníkem divadel společnosti.

## Obsazení
| Pierre Richard     | Pierre Vidal, bankéř       |
| Jane Birkin        | Janet, Pierrova přítelkyně |
| Michel Aumont      | inspektor Brunet           |
| Marc Dolnitz       | Mark                       |
| Amadeus August     | Günther                    |
| Henri Déus         | Mike                       |
| Luis Rego          | Frantz                     |
| Catherine Allégret | Nicole                     |
| André Bézu         | André                      |
| Jean Martin        | ředitel banky              |
| Claude Dauphin     | Bertrand de Rovère         |
| Philippe Dehesdin  | Philippe                   |
| Paul Cambo         | generální ředitel banky    |
| Jean Bouchaud      | Brunetovo asistent         |